# Římskokatolická farnost Krumvíř
Římskokatolická farnost Krumvíř je územním společenstvím římských katolíků s farním kostelem svatého Bartoloměje v rámci hustopečského děkanství brněnské diecéze.

## Historie farnosti
První písemná zmínka o obci pochází z roku 1350. První matriční zápisy se nacházejí v matrice kloboucké a jsou z období nového osídlení Krumvíře po skončení třicetileté války, samostatná matrika obce Krumvíř je vedena od roku 1789. Farní kostel sv. Bartoloměje pochází z roku 1870. Od tohoto roku se také ve farnosti konají třetí víkend v srpnu Bartolomějské hody. 

## Duchovní správci
Od roku 1993 je farnost spravována z Klobouk. Administrátorem excurrendo byl od 1. července 1993 R. D. František Trtílek. Toho s platností od 15. června 2018 vystřídal R. D. ThLic. Petr Šikula.  K 1. září 2020 se stal administrátorem excurrendo nový kloboucký farář R. D. Ivo Valášek. 

## Bohoslužby
| Kostel              | Místo   | Bohoslužba (den) | Hodina                                         | Poznámka     |
| ------------------- | ------- | ---------------- | ---------------------------------------------- | ------------ |
| svatého Bartoloměje | Krumvíř | neděle čtvrtek   | 9.15 16.00(zimní období)/ 18.00 (letní období) | Farní kostel |

## Aktivity farnosti
Den vzájemných modliteb farností za bohoslovce a bohoslovců za farnosti brněnské diecéze a Adorační den připadá na 6. dubna.
Farnost se každoročně účastní akce Noc kostelů.
Ve farnosti se pravidelně pořádá tříkrálová sbírka. V roce 2015 se při ní vybralo 5 453 korun.Při sbírce v roce 2016 činil výtěžek 8 141 korun. V roce 2018 dosáhl výtěžek sbírky 34 656 korun.